# Скубенко, Борис Фадеевич
Борис Фадеевич Скубенко (8 февраля 1929 года, Луганск, УССР — 5 июля 1993 года) — математик, лауреат премии имени А. А. Маркова.

## Биография
Родился 8 февраля 1929 года в Луганске, в семье рабочих: отец - Фадей, мать - Поля и три сестры - Тамила, Лидия и Ольга.
В 1943-44 годах работал в луганском колхозе, с 1945 года работает на заводе и учится в вечерней школе рабочей молодежи.
В 1949 году, окончив школу призван в армию, и 1952 году уволен в запас.
В 1953 году переезжает в Ленинград, устраивается на работу и чуть позже в том же году поступает на заочное отделение математико-механического факультета ЛГУ.
В 1958 году окончил полный курс обучения, защитив диплом по теме: «Закон распределения простых чисел в некоторых мнимых квадратичных полях».
В том же 1958 году по рекомендации Учёного совета ЛГУ зачислен в аспирантуру Ленинградского отделения Математического института имени В. А. Стеклова (ЛОМИ, а сейчас — ПОМИ РАН).
Научный руководитель учёбы в аспирантуре стал Ю. В. Линник.
С 1961 по 1976 год — работа на должности младшего научного сотрудника ЛОМИ.
В 1962 году — защита кандидатской диссертации, тема: «Асимптотическое распределение целых точек на однополостном гиперболоиде и эргодические теоремы».
В 1974 году — защита докторской диссертации, тема: «Доказательство гипотезы Минковского о произведении линейных неоднородных форм от n переменных для n≤5».
В 1976 году — старший, а в 1986 году — ведущий научный сотрудник ЛОМИ.
С 1967 по 1984 годы — педагогическая деятельность в виде выездных спецкурсов и семинаров в Самаркандском государственном университете.
Умер 5 июля 1993 года.

## Награды
Премия имени А. А. Маркова (1986) — за цикл работ по неоднородным и однородным задачам геометрии чисел (1972—1981 годы).